# Litoria bulmeri
Litoria bulmeri és una espècie de granota del gènere Litoria de la família Hylidae. Originària de Papua Nova Guinea i Indonèsia.